# Audea humeralis
Audea humeralis är en fjärilsart som beskrevs av George Francis Hampson 1902. Audea humeralis ingår i släktet Audea och familjen nattflyn. Inga underarter finns listade i Catalogue of Life.